# Eva-Britt Svensson
Eva-Britt Svensson (Värnamo, 5 dicembre 1946) è una politica svedese, europarlamentare per il Partito della Sinistra dal 2004 al 2011.

## Biografia
Esponente del Partito della Sinistra, ha presieduto il movimento popolare "No all'UE" durante il referendum sull'adesione della Svezia all'Unione Europea e il referendum sull'introduzione dell'euro in Svezia.
Alle elezioni europee del 2004 è stata eletta eurodeputata. 
Ha presieduto la commissione per i diritti della donna e l'uguaglianza di genere ed è stata anche vicepresidente del gruppo della sinistra unita europea.  Rieletta nel 2009, si è dimessa nell'agosto 2011 per motivi di salute, lasciando il posto a Mikael Gustafsson.
Nel 2014 Eva-Britt Svensson si è candidata al parlamento svedese, al primo posto nella lista parlamentare del Partito di Sinistra a Kronoberg.  Tuttavia, non è stata eletta.